# Sinitskaja
Sinitskaja (ryska: Синицкая) är ett vattendrag i Belarus.   Det ligger i voblasten Minsks voblast, i den centrala delen av landet, 50 km sydväst om huvudstaden Minsk.
Omgivningarna runt Sinitskaja är en mosaik av jordbruksmark och naturlig växtlighet. Runt Sinitskaja är det ganska glesbefolkat, med 24 invånare per kvadratkilometer.